# Genologie
Genologie (z řec. genos – rod) je literárněvědná disciplína, která se zabývá teorií literárních druhů a žánrů. Jako taková představuje typologii literární struktury. Pojem zavedl francouzský komparatista Paul Van Tieghem ve 20. letech 20. století. Genologie není nezbytnou součástí literární vědy; je spíše jedním z přístupů, neboť záleží na tom, jakou platnost a důležitost ideji literárního žánru přisuzujeme. Genologie se ve větší míře etablovala v polské literární vědě, kde se jí věnovala např. teoretička Stefania Skwarczyńska.

## Problémové okruhy
Genologie v první řadě vymezuje pojem literárního druhu a žánru jako takového. Definuje žánrové znaky (tj. takové znaky, které konstituují určitý žánr a zároveň jej vymezují od žánru jiného) a zkoumá, do jaké míry jsou žánry "čisté" a do jaké míry jsou naopak navzájem prostupné (srov. lyrickoepickou povídku v romantismu). Genologie také popisuje vývoj a proměny žánru v dějinách, mechanismy zanikání žánrů, vznikání žánru nového a transformace jednoho žánru do jiného (vznik hororu z gotického románu).

### Pojem rodu a druhu
V současnosti se zpravidla uvažuje o trojrovinném genologickém modelu, který rozlišuje nejen druhy a žánry, ale také žánrové varianty.
Vyšším pojmem než literární druh by byl umělecký druh. Literární druh je elementární odlišení lyriky, epiky a dramatu (přičemž drama se někdy chápe jako samostatný jev, který nespadá do kompetence literární vědy, tj. jako samostatný umělecký druh). Toto odlišení se neprávem připisuje Aristotelovi a jeho Poetice, je však mladšího data (Johann Wolfgang von Goethe). Vedle dělení lyriky, epiky a dramatu se v novější době ujalo též obdobné dělení na poezii, prózu a drama; přitom poezie není totožná s lyrikou a próza s epikou ani dramatem.
Nižší rovinu představují samotné žánry, pojímané nejčastěji jako skupina textů, jež se shodují do určité míry proměnlivou sadou rysů (hlubinných i povrchových, tematických, formálních, syntaktických aj.); k této proměnlivost srov. Wittgensteinovo pojetí rodové podobnosti. Žánry se vyvíjejí jak v čase, tak v místě (místní varianty např. balady). Nižší rovinou než žánr jsou žánrové varianty neboli subžánry: např. (v rámci románu) román historický, klíčový, rytířský aj.